# Henri-Paul Francfort
Pour les articles homonymes, voir Francfort.
Henri-Paul Francfort (né en 1948) est un archéologue français.

## Biographie

### Origines et formation
Henri-Paul Francfort naît le 13 avril 1948 à Vesoul, en Haute-Saône.
Il est docteur en archéologie (1976) et docteur d'État en histoire (1984).

### Carrière
En avril 2016, il est élu à l'Académie des inscriptions et belles-lettres au fauteuil laissé vacant par Jean-Pierre Callu.
Il fait partie du comité scientifique de la revue : Archéologia.
Ses archives scientifiques sont déposées au Pôle archives de la Maison des Sciences de l’homme Mondes.

## Décorations
- Chevalier de la Légion d'honneur[5]
- Chevalier de l'ordre des Palmes académiques (2024)[6]

## Publications

### Ouvrages
- Henri-Paul Francfort, Alain Thiollier et Véronique Schiltz ; interview par Guy Lecuyot (Dans : « Les Nouvelles d'Afghanistan » ; n° 152, 2016), Hommage à Paul Bernard, Paris, AFRANE (Amitié Franco-Afghane), coll. « Les Nouvelles d'Afghanistan », 2016 (ISSN 0249-0072)
- Henri-Paul Francfort, Frantz Grenet, Guy Lecuyot, Bertille Lyonnet, Laurianne Martinez-Sève et Claude  Rapin (Plaquette éditée en hommage à Paul Bernard, directeur de la Délégation archéologique française en Afghanistan (1965-1980) et de la fouille d'Aï Khanoum (1965-1978)), Il y a 50 ans... la découverte d'Aï Khanoum : 1964-1978, fouilles de la Délégation archéologique française en Afghanistan, DAFA, Paris, De Boccard, 2014, 117 p., 21 cm. (ISBN 978-2-7018-0419-4)
- (en) Ho-tae Jeon, Paul G. Bahn, Henri-Paul Francfort, Esther Jacobson-Tepfer, Anne Solomon, Se-gweon Yim et Jun-hi Han, Bangudae : Petroglyph panels in Ulsan, Korea, in the context of world rockart, Seoul : Hollym, 2013, 231 p., 24 cm. (ISBN 978-1-56591-406-3)
- Henri-Paul Francfort, L'art oublié des lapidaires de la Bactriane : aux époques achéménide et hellénistique, Paris, de Boccard, 2012, 207 p., 21 cm. (ISBN 978-2-7018-0326-5)
- Sophie A. de Beaune (dir.) et Henri-Paul Francfort (dir.), L'archéologie à découvert, Paris, CNRS éd., 2012, 330 p., 26 cm. (ISBN 978-2-271-07142-2)
- (en) Henri-Paul Francfort (dir.), Yakov Sher (dir.), Esther Jacobson-Tepfer, Vladimir Kubarev et Damdinsurenjin Tseveendorj (photogr. Gary Tepfer), Répertoire des pétroglyphes d'Asie centrale : Fascicule n° 7. Mongolie du Nord-Ouest, Haut Tsagaan Gol, vol. 1 et 2, Paris/Paris, diff. De Boccard, 2006, 444 et 380 p., 31 (ISBN 978-2-907431-16-3)
- Michel Lorblanchet , Jean-Loïc Le Quellec , Paul G. Bahn , Henri-Paul Francfort , Brigitte et Gilles Delluc (dir.), Chamanismes et arts préhistoriques : vision critique, Paris, Ed. Errance, 2006, 334 p., 25 cm. (ISBN 2-87772-323-2)
- (en + ru) Henri-Paul Francfort, Répertoire des pétroglyphes d'Asie centrale : Fasc. 6, Mongolie du Nord-Ouest, Tsagaan Salaa/Baga Oigor, vol. 1 et 2, Paris/Paris, de Boccard, 2001, 481 et 256 p., 31 cm. (ISBN 2-907431-13-7)
- Henri-Paul Francfort (dir.), Nomades et sédentaires en Asie centrale : apports de l'archéologie et de l'ethnologie : actes du 3e Colloque franco-soviétique sur l'archéologie de l'Asie centrale, Alma Ata, Kazakhstan, 17-26 octobre 1987, Paris, CNRS, 1990, 240 p. (ISBN 2-222-04427-8 et 2-222-04427-8)
- Henri-Paul Francfort, Daniel Klodzinski et Georges Mascle, « Pétroglyphes archaïques du Ladakh et du Zanskar », Arts asiatiques, vol. 45, no 1,‎ 1990, p. 5-27 (DOI 10.3406/arasi.1990.1275, lire en ligne)
- Henri-Paul Francfort, Les fortifications en Asie centrale de l'Âge du bronze à l'époque kouchane, Paris, de Boccard, 1979, 96 p., ill.
- Henri-Paul Francfort, Fouilles de Shortughaï : recherches sur l'Asie centrale protohistorique, vol. 1 et 2, Paris, de Boccard, 1989, XLII p. de pl. et 517, 30 cm. (ISBN 2-907431-02-1)
- Henri-Paul Francfort (dir.), Prospections archéologiques au Nord-Ouest de l'Inde : rapport préliminaire 1983-1984, Paris : Recherche sur les civilisations, 1985, 112 p. (ISBN 2-86538-151-X)

### Articles
- Avec Christoph Huth, Ricardo Olmos, Miklós Szabó et Stéphane Verger, « Qu’est-ce que l’art protohistorique ? », Perspective, 2 | 2010, 195-214 [mis en ligne le 07 août 2014, consulté le 31 janvier 2022. URL : http://journals.openedition.org/perspective/1092 ; DOI : https://doi.org/10.4000/perspective.1092].

## Vidéo
- Figures emblématiques de l’art grec sur les palettes du Gandhāra. Communication lors du colloque de la Villa Kérylos 2015, « La Grèce dans les profondeurs de l’Asie ».